# 麻由
麻由（まゆ、1978年12月4日 - ）は、日本の元タレント・女優である。夫は、読売ジャイアンツ球団広報（元選手）の隠善智也。

## 人物・来歴
- 東京都出身。
- 2006年4月に本名の「福田 真由美」（ふくだ まゆみ）から「福之上 真友」（ふくのうえ まゆ）に改名。
- 特技はジャズダンス、ピアノ。
- 趣味は料理（創作料理）、サッカー観戦。
- 獨協大学外国語学部ドイツ語学科卒業。
- ドイツ語技能検定3級所持。
- 愛称は「まゅ」「まゅまゅ」
- 2005年から2008年9月25日まで芸能人女子フットサルチーム「XANADU loves NHC」に所属していた。芸能人女子フットサルでは、2010年12月にTOKYO CHERRIESに移籍し、2010年12月18日の「Angel League スカパー!3Dカップ」から出場して2年3ヶ月ぶりにフットサル復帰。TOKYO CHERRIESでの背番号は「2」。
- 2008年10月、所属事務所をホリプロからアービングへ移籍。同時に芸名を福之上真友から「麻由」に改名した。
- 2011年11月、読売ジャイアンツの隠善智也外野手（当時）と結婚。芸能活動の休止を発表した。なお、結婚後に1児（長女）を出産している、

## エピソード
- 「激あま〜い」（TBSテレビ）ではアシスタントながら司会のスピードワゴン以上に喋っている。
- 「お笑い芸人歌がうまい王座決定戦スペシャル」（フジテレビ系）ではバニーガール姿のアシスタントとして過去5回出演している。

## 出演

### テレビ
バラエティ番組
- 激あま〜い（TBS系列）2006年4月 - 9月
- お笑い芸人歌がうまい王座決定戦スペシャル（フジテレビ系列）2007年12月4日、2008年5月6日・8月19日、2009年5月19日・8月18日
- オールスター芸能人歌がうまい王座決定戦スペシャル（フジテレビ系列）2008年11月14日

ドラマ
- アテンションプリーズ（フジテレビ）2006年4月 - 6月
- 結婚式へ行こう!（TBS）2006年12月 - 2007年3月
- 夜は胸きゅん（NHK）2007年10月30日
- 恋うたドラマSP「竹内まりや・元気を出して」（TBS）2008年10月7日
- 日韓共同制作ドラマ 赤と黒（BSプレミアム、ヨウコ役）2011年9月4日〜15日

### 舞台
- 物語ユニット・K助「君がくれたオレンジ色の嘘」（2007年4月6日 - 8日、於・銀座小劇場）

### CM
- スズキ自動車
- 日本マクドナルド
- 北海道銀行